# (1991) Darwin
(1991) Darwin est un astéroïde de la ceinture principale découvert le 6 mai 1967 par Carlos Ulrrico Cesco et Arnold R. Klemola à l'Observatoire sud de Yale-Colombia à El Leoncito. Il a été baptisé en hommage au scientifique Charles Darwin.